# Stănești, Dâmbovița
Stănești este o localitate componentă a orașului Răcari din județul Dâmbovița, Muntenia, România.
 Acest articol despre o localitate din județul Dâmbovița este deocamdată un ciot. Puteți ajuta Wikipedia prin completarea lui.